# Wonen in Arcadië
Wonen in Arcadië. Het interieur van Nederlandse kastelen en buitenplaatsen is een boek en tentoonstelling uit 1998-1999.

## Geschiedenis
In 1998 bestond de Stichting tot behoud van particuliere historisch buitenplaatsen (Stichting PHB) vijfentwintig jaar. De stichting nam ter viering van dit jubileum het initiatief tot de organisatie van een tentoonstelling en de uitgave van een boek die gewijd waren aan het interieur van kastelen en buitenplaatsen. De tentoonstelling werd gehouden van 26 september 1998 tot en met 10 januari 1999 in het Noordbrabants Museum.
De eerste 50 bladzijden zijn gewijd aan voorwoord en inleiding. De volgende pagina's zijn gewijd aan de 272 tentoongestelde voorwerpen in de expositie. Elk catalogusnummer wordt uitgebreid beschreven. De voorwerpen werden ter beschikking gesteld vanuit 30 verschillende, nog particulier bezeten of bewoonde huizen, of door een aantal andere particulieren en stichtingen. Behalve voorwerpen werden ook 28 portretten geëxposeerd, bijvoorbeeld die van het echtpaar William Edward Hartpole Lecky - Catharina Elisabeth Boldewina barones van Dedem (catalogusnummers 78-79). Verder krijgen "de gedekte tafel" met onder andere serviezen aandacht en allerlei voorwerpen verbonden aan de genealogie van de veelal adellijke geslachten.

## Galerij

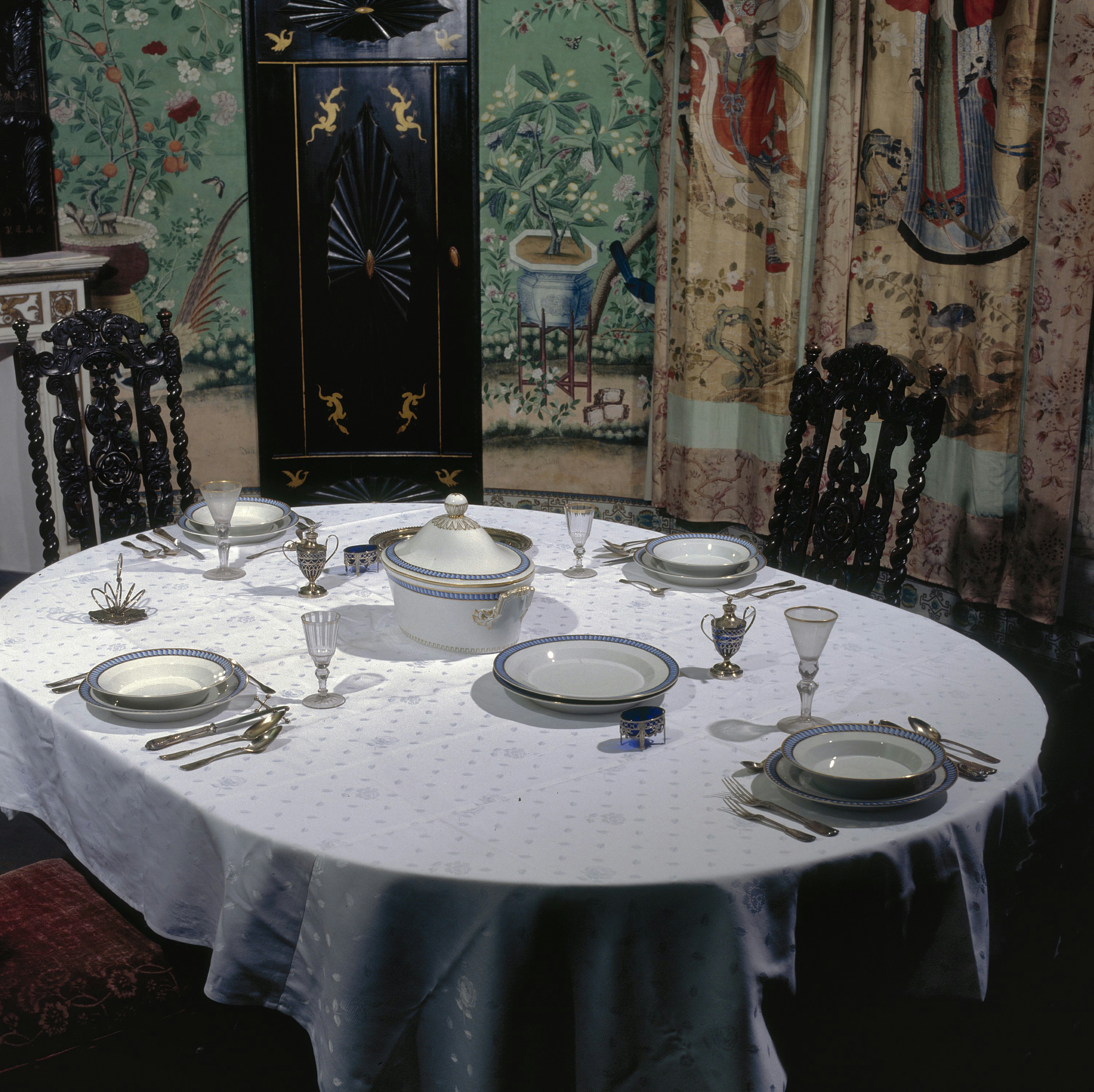
Kasteel Heeswijk: Interieur, overzicht van de gedekte tafel in de blauwe salon.
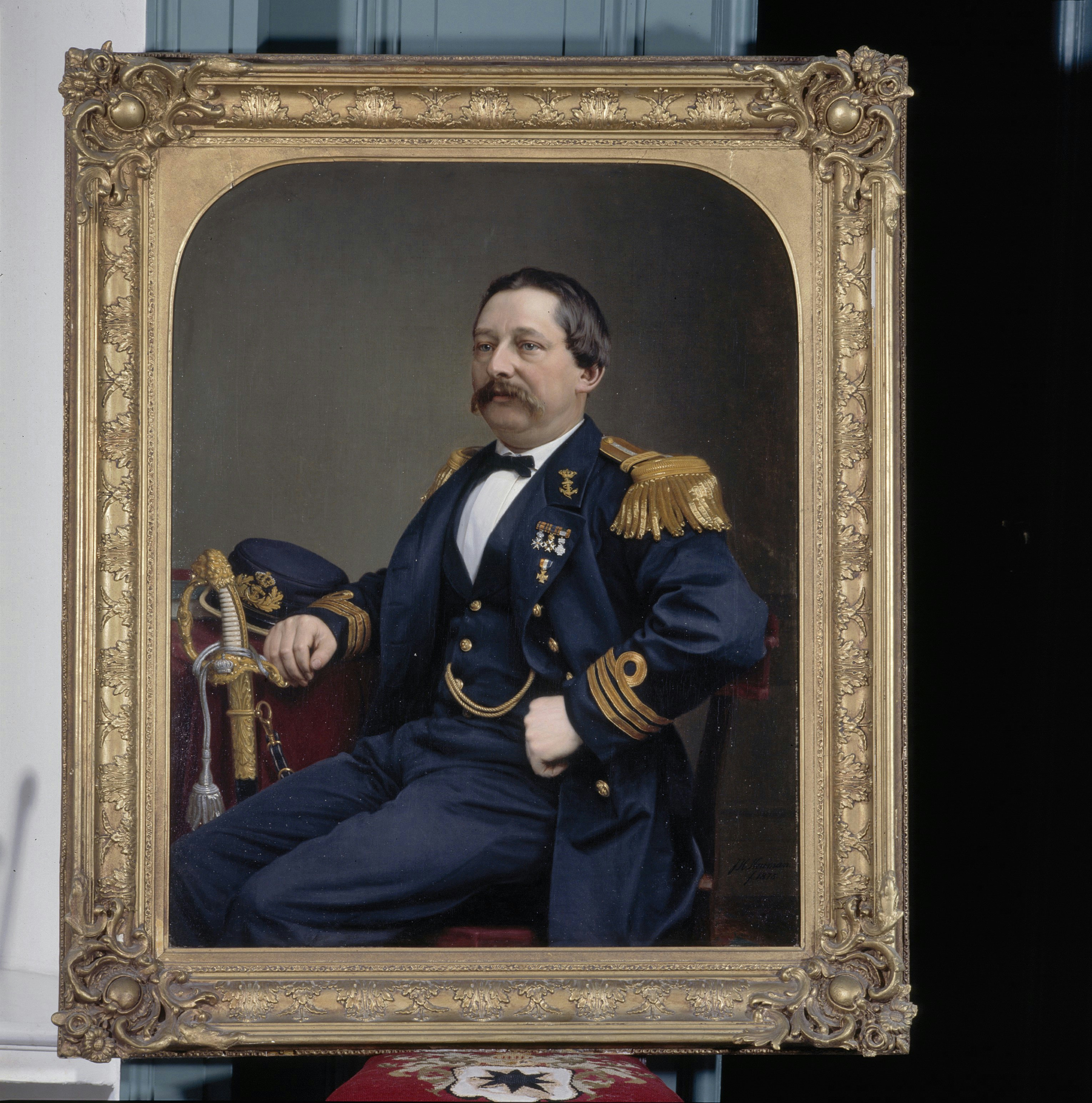
Hofstede van Jan Bicker: Interieur, schilderij, portret van Willem Sluyterman van Loo
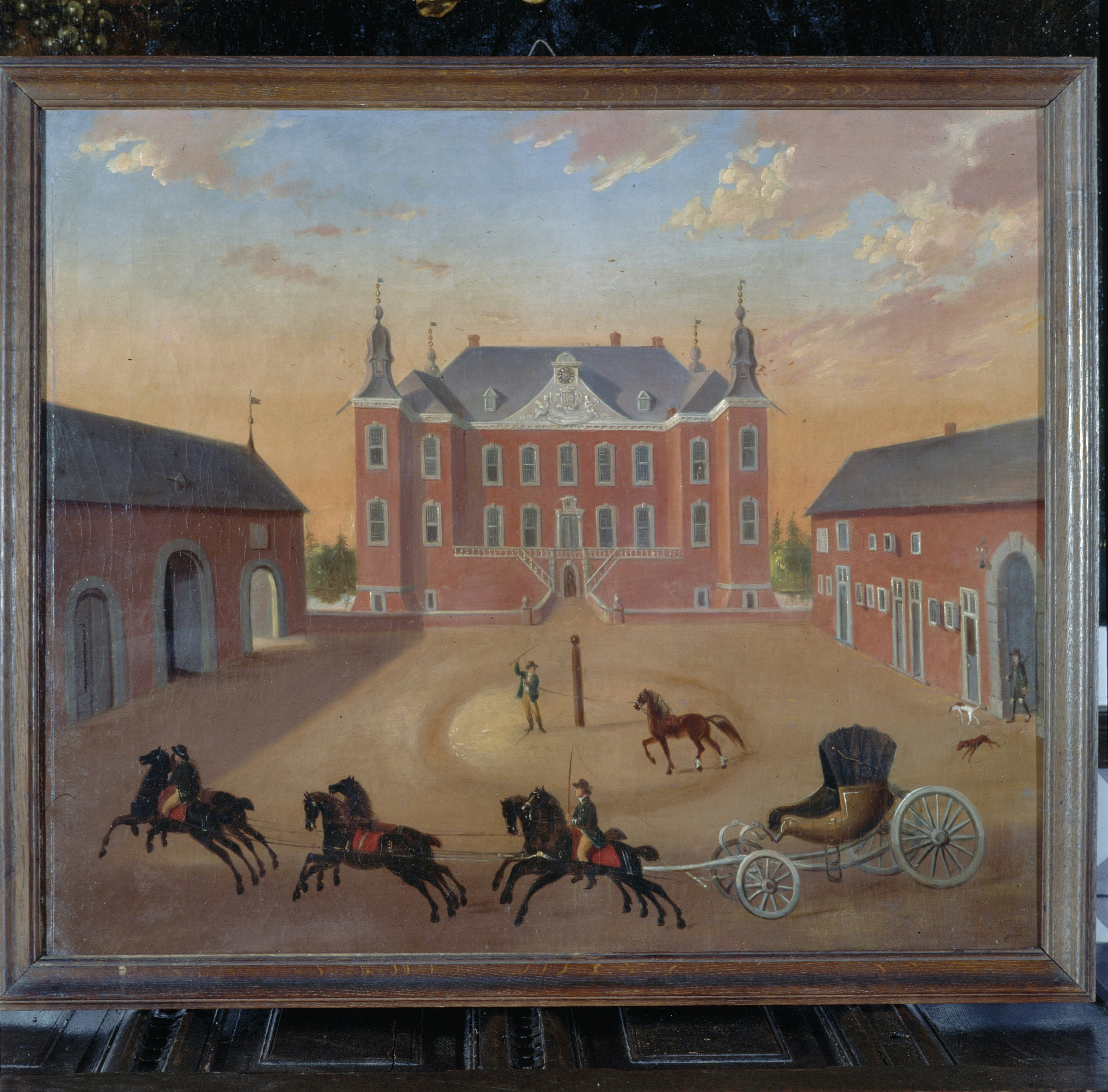
Kasteel Hillenraad: Interieur, schilderij met afbeelding van Kasteel Hillenraad
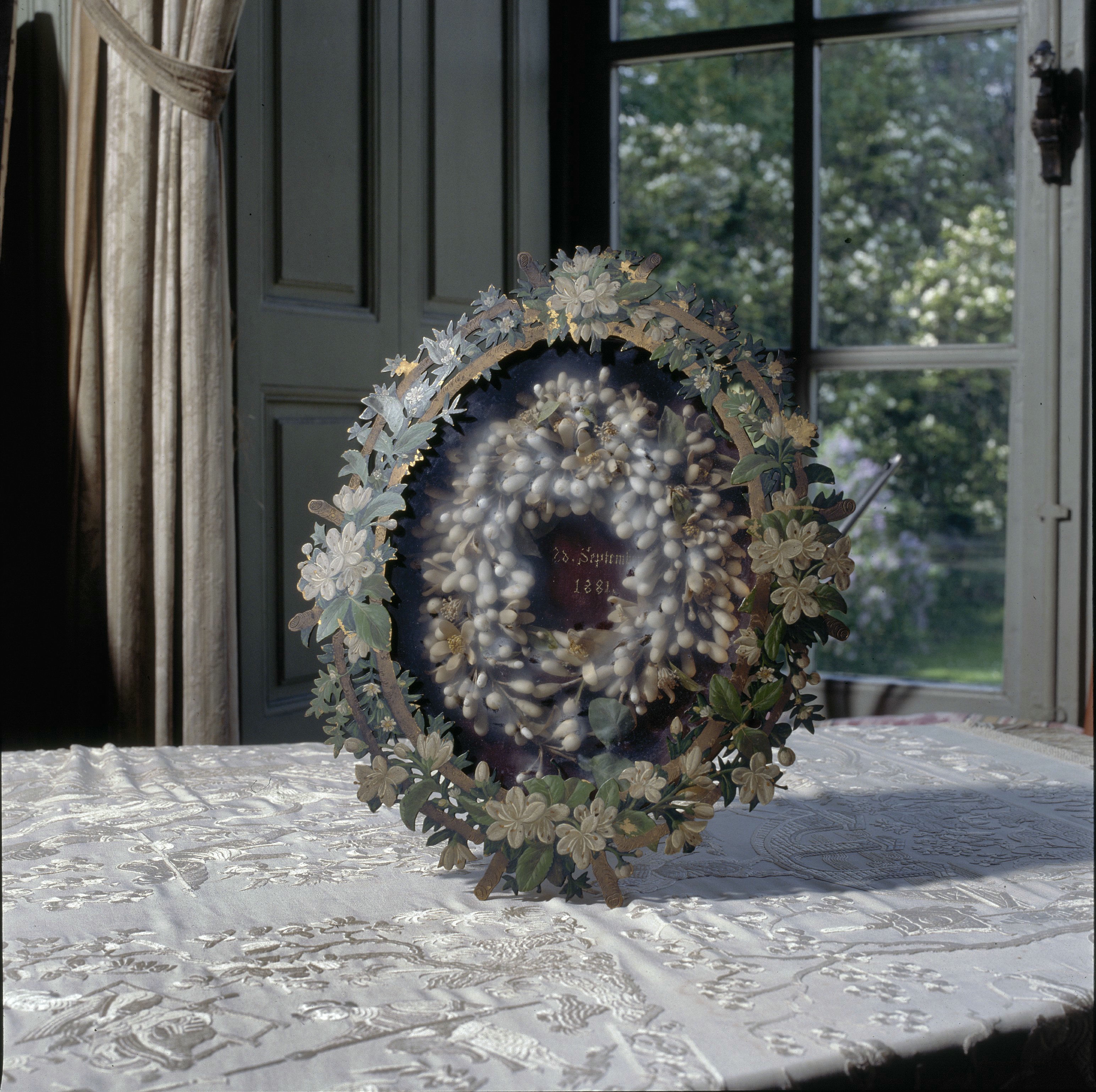
Kasteel Amstenrade, bruidskrans van Ludmilla d'Harnoncourt